# Монголотерий
Монголотерий (лат. Prodinoceras plantigradum) — вид вымерших млекопитающих из отряда диноцерат. Считается одним из самых примитивных представителей отряда. По размерам значительно уступал типичным уинтатериевым, обладал гораздо более лёгким телосложением, а также не имел характерных для них многочисленных рогов на голове. Строением черепа напоминал древних хищников-креодонтов. Имел типичные для диноцерат саблевидные верхние клыки, особенно развитые у самцов. Туловище длинное, задние конечности стопоходящие. Длина хвоста составляла около трети длины всего позвоночника.
Был описан по сборам из эоценовых отложений пустыни Гоби (Монголия) К. К. Флёровым, который выделил его в особый род — Mongolotherium, но затем этот вид был отнесён к роду продиноцерасов (Prodinoceras).